# Второвы (купцы)
Второвы — купеческая династия Российской империи.

## История
Александр Фёдорович Второв был основателем товарищества А. Ф. Второва с сыновьями. Он проживал в городе Лух, Костромской губернии.
В 1866 году открыл в Иркутске оптовую мануфактурную торговлю. Для того, чтобы купить товар, нужно было ездить на Нижегородскую ярмарку и в Москву. Ездил за покупкой товара сам, и на дорогу в одну сторону из Иркутска могло уйти несколько недель. Обычно товар из Москвы отправляли гужом до места назначения. Чтобы товар был доставлен, требовалось 3-4 месяца. Покупка и доставка товара могла занять около полугода. Несмотря на трудности, он увеличивал ассортимент продаваемого им товара. Постепенно стал выезжать на Верхнеудинскую и Преображенскую ярмарки. Открыл отделения для торговли в Чите, Троицкосавске, Томске, Верхнеудинске. Осуществлял и оптовую, и розничную торговлю. Продавал готовое платье, галантерейные товары, обувь. Его магазины могли считаться универсальными.
Когда наладилось железнодорожное сообщение, предпринимательская деятельность стала развиваться быстрее. Покупка товара осуществлялась беспрерывно.
В 1897 году А. Ф. Второв переехал в Москву. Оттуда руководил закупкой товаров для отделений, которые находились в Сибири.
В 1900 году учредил паевое товарищество, основной капитал которого составил 3 миллиона рублей.
Даже в преклонном возрасте вёл предпринимательскую деятельность. А. Ф. Второв умер 20 октября 1911 года, в возрасте 73 года.

### Второв и сыновья

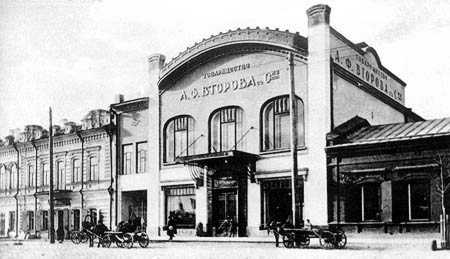
Магазин «Второв и сыновья»

Заниматься его делами продолжили сыновья, Николай Александрович и Александр Александрович Второвы.
Товарищество осуществляло торговлю в Иркутске, Верхнеудинске, Чите, Сретенске, Троицкосавске, Томске, Барнауле, Бийске, Новониколаевске, Камне и Екатеринбурге.
Недвижимость товарищества, оценивалась в 3 миллиона рублей. Основной капитал товарищества достигал 10 миллионов рублей, а оборот составлял 30 миллионов рублей.
Количество работников товарищества составляло около 1 300 человек. Второвы торговали мануфактурой по территории почти всей Сибири.